# مراد اصلان
مراد اصلان (به انگلیسی: Murat Aslan) (زاده ۱۳ دسامبر ۱۹۸۶ در استانبول) بازیکن تیم ملی والیبال مردان ترکیه است.